# Winnipesaukee
Winnipesaukee (ang. Lake Winnipesaukee) – jezioro w Stanach Zjednoczonych, największe jezioro stanu New Hampshire, położone w jego środkowej części, na terenie hrabstw Belknap i Carroll, u podnóża Gór Białych.
Winnipesaukee jest jeziorem polodowcowym. Liczy 186 km² powierzchni, rozciąga się na długości około 32 km i mierzy do 19 km szerokości. Cechuje się bardzo urozmaiconą linią brzegową, z licznymi zatokami. Na jego obszarze znajduje się około 275 wysp. Lustro wody znajduje się na wysokości 153 m n.p.m.
Jezioro stanowi ośrodek rekreacji (w okresie letnim – rejsy wycieczkowe, wędkarstwo, zimą – żeglarstwo lodowe, wędkarstwo podlodowe).